# Nowe Kolonie (Piskrzyn)
Nowe Kolonie – część wsi Piskrzyn w Polsce, położona w województwie świętokrzyskim, w powiecie opatowskim, w  gminie Baćkowice.
W latach 1975–1998 Nowe Kolonie administracyjnie należały do województwa tarnobrzeskiego.